# Campo Raffalli

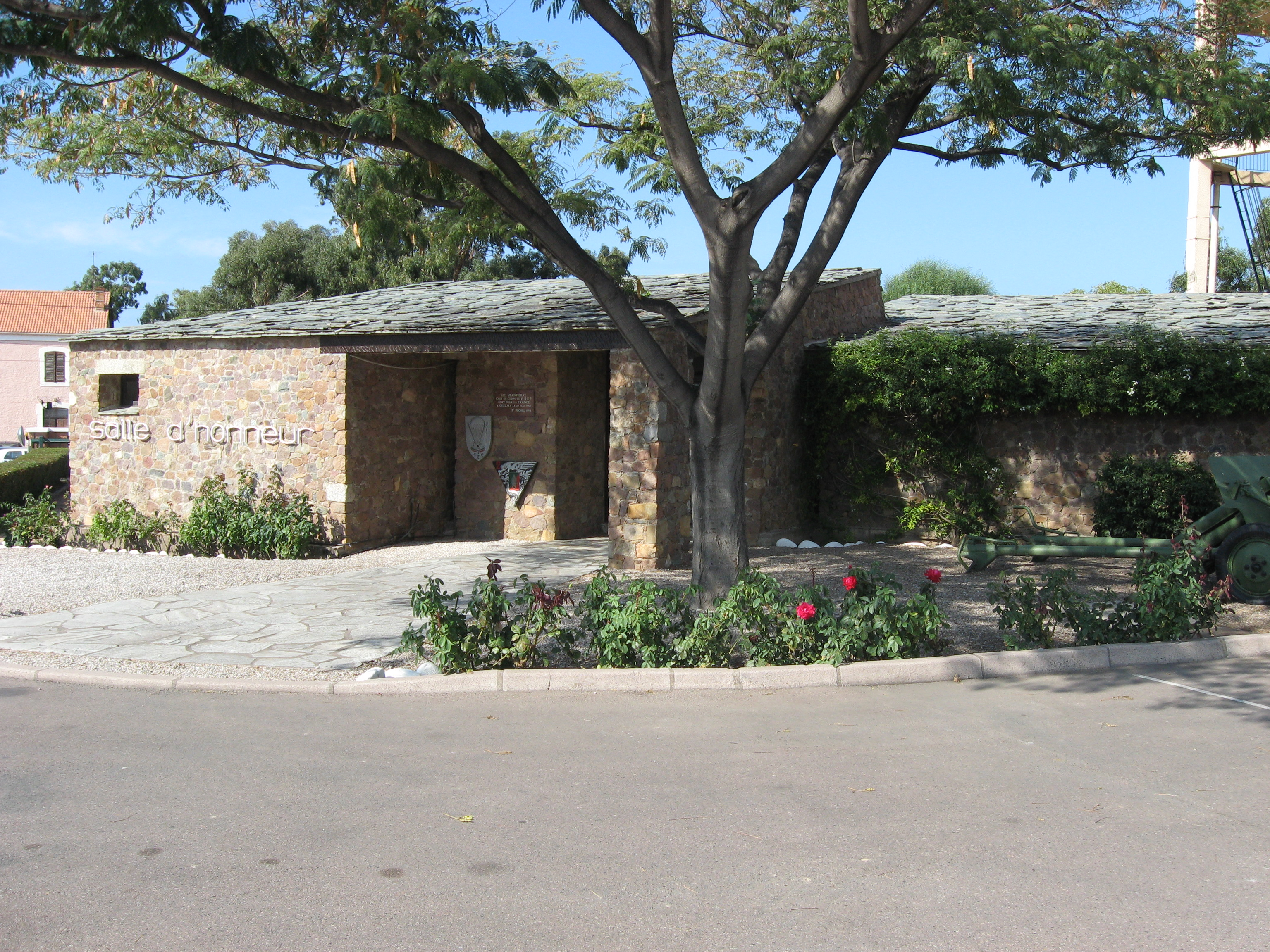
O Museu do 2º REP em Campo Raffalli.

O Campo Raffalli (em francês:  Camp Raffalli) é um acampamento militar do Exército Francês. Serve como guarnição, formação inicial paraquedista e campo de manobra para o 2º Regimento Estrangeiro de Paraquedistas (2º REP), além de grupo de apoio à base de defesa de Calvi.
Leva o nome do chefe de esquadrão Rémy Raffalli, comandante do 2º Batalhão Estrangeiro de Paraquedistas (2º BEP) entre 1950 e 1952, morreu pela França na Indochina em 10 de setembro de 1952. Seu comandante atual é o Coronel Raphaël Oudot de Dainville.

## Geografia
O Campo Raffalli está localizada nas comunas de Calenzana e Calvi na Alta Córsega, entre Fiume Seccu e Figarella, no fundo do Golfo de Calvi. É servida pela estrada territorial 30 e pela estação de U Fiumeseccu Alzeta (GR20) na linha Ponte-Leccia a Calvi.